# Гордість

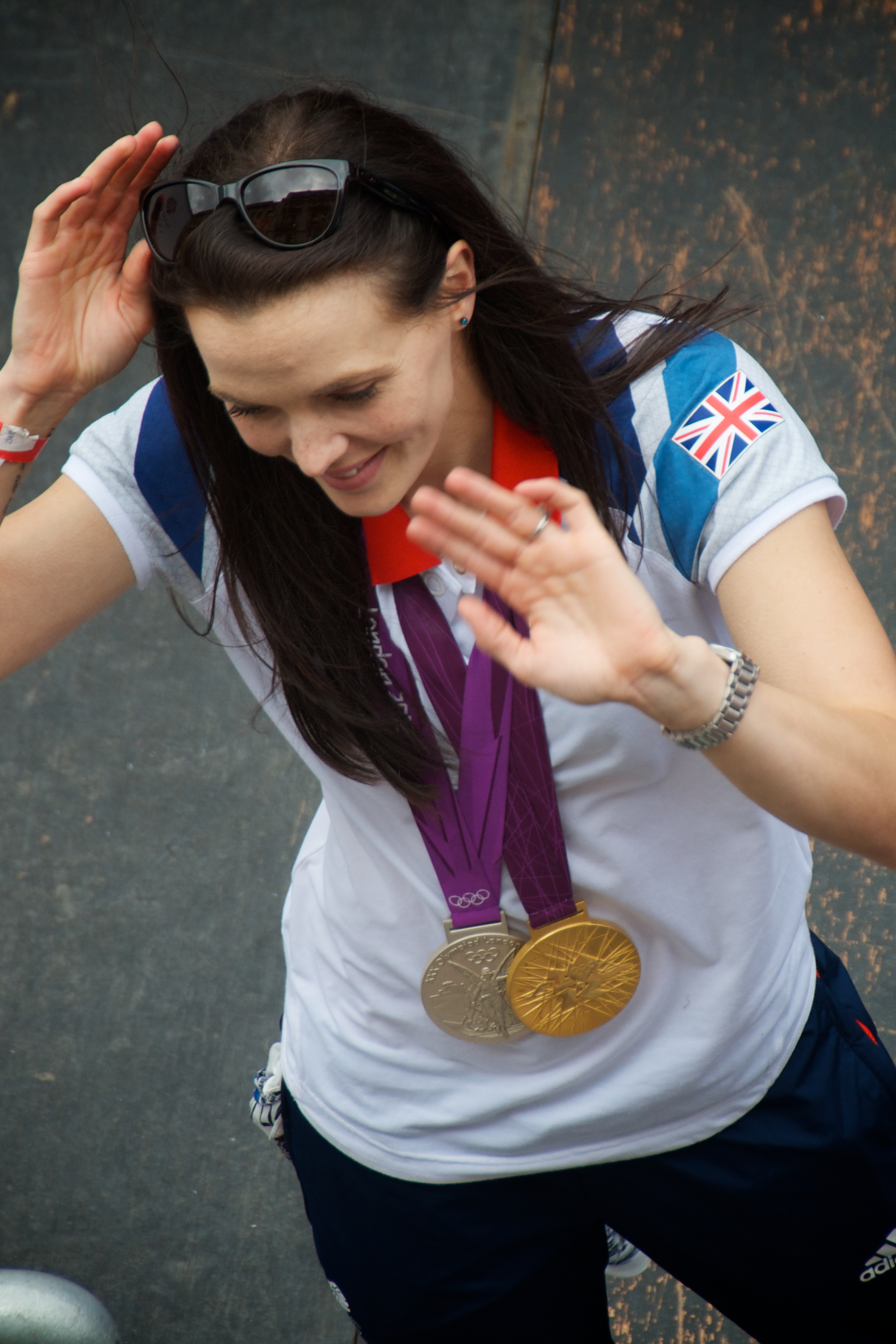
Гордість

Гордість — почуття особистої гідності, самоповаги. Відчуття задоволення від усвідомлення досягнутих успіхів, переваги в чому-небудь. Також те, що викликає такі відчуття, чим гордяться.
Гордість може бути як відповідною, справедливою, адекватною так і наслідком невідповідної самооцінки, пихи, бундючності. Зараз в українській мові слово вживається як позитивне чи нейтральне, однак історично в давньослов'янській мові воно мало негативне значення і саме в такому значенні розглядали гордість в Середньовіччі, що відображене у церковному ставленні до неї як до смертельного гріха. Для розрізнення цих двох аспектів використовують два різних слова власне гордість коли кажуть про позитивне явище і гординя коли про негативне.